# Каспийские языки
Каспийские языки — ответвление северо-западных иранских языков, на которых говорят в северном Иране и юго-восточном Азербайджане, к югу от Каспийского моря:
- гилякский
- дейлемитский
- мазандеранский
- семнанский
- талышский
- тати